# Кликбейт (сериал)
«Кликбейт» (англ. Clickbait) — американо-австралийский драматический мини-сериал, премьера которого состоялась 25 августа 2021 года на Netflix. Шоураннером проекта был Тони Эйрс, режиссёром — Брэд Андерсон, главные роли сыграли Эдриан Гренье, Бетти Гэбриел, Зои Казан. Сериал получил противоречивые отзывы критиков.

## Сюжет
Главный герой сериала — Ник Брюэр, примерный семьянин. Однажды его похищают, а потом в интернете появляется видео, на котором Ник признаётся, что он абьюзер. Когда это видео наберёт пять миллионов просмотров, Брюэр умрёт. Родные Ника пытаются его спасти, а попутно узнают о нём ряд неприятных вещей.

## Актёры и персонажи
В главных ролях
- Эдриан Гренье — Ник Брюэр
- Зои Казан — Пиа Брюэр, младшая сестра Ника
- Бетти Гэбриел — Софи Брюэр, жена Ника
- Феникс Рэй[англ.] — Рошан Амири
- Абрахам Лим — Бен Пак
- Мотелл Дж. Фостер — Кёртис Гамильтон
- Джесси Коллинз — Эмма Бизли

Второстепенный состав
- Кэмерон Энджелс — Итан Брюэр, старший сын Софи и Ника
- Джейлин Флетчер — Кай Брюэр, младший сын Софи и Ника
- Лиз Александр — Андреа Брюэр, мать Пии и Ника
- Бекка Лиш — Дон Глид
- Уолли Данн — Эд Глид, муж Дон
- Йен Медоуз[англ.] — Мэтт Олдин
- Стив Музакис[англ.] — детектив Зак де Лука
- Джек Уолтон — Винс
- Кейт Листер — Жаннин Мёрфи
- Адель Делла Масса — Паула
- Эмили Годдард — Линда Фримен
- Миа Чаллис — Дженни
- Эзра Бикс — детектив Джозефсон
- Сальме Герансар — детектив Маджано
- Дин Картмел — детектив Фелдман
- Джейк Ансуорт — Колин Говард
- Акосия Сабет — Бейли Куинн
- Рене Лим — Алиса
- Алексис Ватт — Джессика Сентено

## Эпизоды
| № | Название                   | Режиссёр      | Автор сценария                   | Дата премьеры   |
| --- | -------------------------- | ------------- | -------------------------------- | --------------- |
| 1 | «Сестра» «The Sister»      | Брэд Андерсон | Тони Эйрс и Кристиан Уайт        | 25 августа 2021 |
| После ссоры с братом Ником на семейном ужине Пиа Брюэр в гневе отправляется в ночной клуб и случайно роняет телефон в унитаз. На следующий день пациент, которому она ставит капельницу, показывает ей видео, на котором сильно избитый Ник держит в руках плакат с надписью «Я жесток с женщинами», а потом плакат с надписью «Пять миллионов просмотров, и я умру». Пие не удаётся связаться с братом по телефону, она едет к нему на работу в спортцентр Мерритт, но узнаёт, что Ник там не появлялся. Вместе с женой Ника Софи Пиа отправляется в полицию. Детектив Рошан обещает сделать всё возможное. Включив телефон, Пиа получает голосовое сообщение от Ника, который извиняется за ссору и говорит, что им нужно поговорить. Появляется второе видео, на котором Ник держит в руках плакат с надписью «Я убил женщину». Софи и Пиа подтверждают в полиции, что первые два сообщения написаны почерком Ника, а третье — нет. К расследованию подключается отдел по убийствам. Позже Пиа рассказывает Софи о голосовом сообщении от Ника, но та просит не говорить об этом полиции. Пиа просит помощи у своего пациента Винса. Тот открывает субпорт, где интернет-сообщество изучает видеозаписи в поисках подсказок о местонахождении Ника. Выясняется, что его держат в фургоне для доставки, удаётся установить модель машины. Полиция находит фургон уже после того, как видео набирает пять миллионов просмотров. |                            |               |                                  |                 |
| 2 | «Детектив» «The Detective» | Эмма Фриман   | Тони Эйрс и Кристиан Уайт        | 25 августа 2021 |
| Выясняется, что Ника действительно держали в найденном фургоне. Расследование берёт под свой контроль старший детектив Зак Де Лука из отдела по убийствам. Рошан узнаёт, что Ник и Софи серьёзно ссорились. С подачи полиции Софи делает заявление о том, что похититель заблуждается, и что Ник не совершал преступления, в которых его обвиняют. Рошан признаётся, что до исчезновения Ника собирался встретиться с Пией через приложение для свиданий. Де Лука развесил по офису его фотографии с сайта знакомств. Рошан обвиняет Де Луку в расовой и религиозной нетерпимости, тот заявляет, что проблема Рошана в неспособности работать в команде, а его интерес к делу объясняется стремлением добиться повышения в должности. Полиция находит место, где, по всей видимости, был похищен Ник. Софи категорически отрицает наличие каких-либо проблем в браке, но Пиа признаётся, что за несколько месяцев до исчезновения Ник приходил к ней в больницу с синяками на теле. Уведомление в приложении GeoNick приводит Пию и Софи в доки, где они находят манекен с фотографией лица Ника. Рошан, используя данные с телефона Ника, находит бар, в котором тот был в день избиения, и просматривает запись с камер наблюдения, на которой Ник дерётся с неизвестным. Рошан предлагает полиции использовать информацию из GeoNick, чтобы сузить круг поисков, и в итоге в реке находят труп Ника. Рошана переводят в отдел по убийствам. Просматривая запись драки, детектив начинает подозревать Софи. |                            |               |                                  |                 |
| 3 | «Жена» «The Wife»          | Брэд Андерсон | Пит Мактиг                       | 25 августа 2021 |
| Рошан и Де Лука рассказывают Софи о смерти Ника. Она заявляет, что не знает мужчину, с которым Ник дрался в баре, но ей показывают совместное с ним фото из социальных сетей. Софи признаётся, что это Кёртис Гамильтон, бывший коллега, и вспоминает роман с ним, но вслух говорит только о дружбе. Поздно вечером она тайком уходит из дома, чтобы встретиться с Кёртисом и спросить его о причастности к убийству Ника. Появляются Де Лука и Рошан, которые арестовывают Кёртиса. В полиции Софи признаётся в супружеской измене и вспоминает, как рассказала об этом Нику: тот разозлился, но сумел простить её. Пиа конфликтует с Софи, которая признаётся в своей измене; их разговор подслушивают сыновья Софи Итан и Кай. Расстроенный Итан уходит из дома, Софи пытается найти его. В скейт-парке она нападает на женщину, которая следила за ней. Та представляется как Эмма Бизли и рассказывает, что у неё были отношения с Ником, познакомившимся с ней под именем «Дэнни Уолтерс». Софи находит Итана в квартире Пии и обсуждает с Пией, как проверить историю Эммы. Выясняется, что профиль «Дэнни Уолтерса» на сайте знакомств уже удалён. В тот же день в спортцентре Ника проходит собрание в его память, а данные о романе Софи с Кёртисом попадают в прессу. Рошан и Де Лука сообщают Софи, что Кёртис вышел на свободу после того, как видео с камер подтвердило его алиби. Перед началом поминок студентка Дженни, знавшая Ника, пытается сказать Софи, что Ник был близок с некоторыми девочками, но её прерывает коллега Ника Мэтт. Винс тоже приходит на поминки и показывает Пие фальшивый профиль «Дэнни Уолтерса», за которым скрывался Ник. Вечером Пиа показывает Софи профиль «Дэнни Уолтерса», который был создан два года назад — задолго до романа Софи с Кёртисом. |                            |               |                                  |                 |
| 4 | «Любовница» «The Mistress» | Эмма Фриман   | Мелисса Скривнер Лав             | 25 августа 2021 |
| Эмма Бизли рассказывает полиции о романе с Ником. В формате флешбэка рассказывается о её жизни вплоть до встречи с Софи. Последняя получает многочисленные угрозы по телефону после того, как кто-то опубликовал её номер в Интернете. Пиа приходит к Эмме в гостиницу и ставит под сомнения её отношения с Ником, но Эмма утверждает, что они любили друг друга. Тем же вечером неизвестный звонит Эмме и требует, чтобы она немедленно уехала из города. Эмма звонит в службу спасения и покидает отель, зелёный пикап таранит её машину. В больнице Эмма даёт показания Рошану. Пиа рассказывает ей, что Ник создал три фальшивых профиля на сайтах знакомств, чтобы встречаться с разными женщинами. Расстроенная Эмма возвращается в Лос-Анджелес и приходит к Мэнди Харрисон, одной из любовниц Ника. Она покупает портрет Ника, нарисованный Мэнди, и сжигает его, после чего даёт Бену Паку разоблачительное интервью. |                            |               |                                  |                 |
| 5 | «Репортер» «The Reporter»  | Бен Янг       | Брэдфорд Уинтерс и Тони Эйрс     | 25 августа 2021 |
| Бен Пак показывает интервью с Эммой своему редактору Дакоте. Та поручает ему найти больше информации и взять интервью у Софи. Бен выдает себя за разносчика еды и снимает внутреннюю обстановку дома Брюэров, но его прогоняют. Вернувшись домой, Бен и его бойфренд Кэмерон ищут профили Ника в Интернете и обнаруживают на форуме комментарий Дженни о том, что все, кто пытается защитить Ника, на самом деле не знали его. На следующий день Бен беседует с Дженни. Она рассказывает, что, по её мнению, у Ника могла быть связь с Тарой Уилсон, девушкой из волейбольной команды. Тара отказывается говорить с журналистом. Софи приходит с адвокатом в редакцию, намереваясь подать в суд на телеканал за незаконное проникновение Бена в её дом. Дакота соглашается не выпускать в эфир интервью с Эммой в обмен на интервью с Софи. Бен находит профиль Ника с именем «Джереми Уилкерсон» и узнаёт, что Ник встречался с женщиной по имени Мэгги Оксли. Выясняется, что это псевдоним Сары Бёртон, умершей четыре месяца назад. Вместе со своим бойфрендом Кэмероном Бен проникает в квартиру брата Сары Саймона и находит телефон покойной. Он узнаёт, что Ник игнорировал Сару, подтолкнув таким образом к самоубийству. Бен приносит эти данные Дакоте и требует отдать ему интервью с Софи, угрожая передать информацию конкурентам. Интервью выходит в эфир. Саймон смотрит его с мрачным выражением лица. |                            |               |                                  |                 |
| 6 | «Брат» «The Brother»       | Бен Янг       | Брэдфорд Уинтерс                 | 25 августа 2021 |
| Серия начинается с флешбэка. Саймон Бертон с помощью шпионской программы узнаёт, что у его сестры Сары начались отношения с неким Джереми. Со временем эти отношения ухудшаются, что пагубно отражается на Саре. Она совершает самоубийство, перед этим позвонив брату, и тот понимает, что во всём виноват Джереми. С помощью своего друга Дэррила Саймон выясняет, что под этим именем прячется Ник Брюэр. В настоящем Рошан допрашивает Саймона, тот говорит, что ничего не знает и что в момент похищения Ника был на рыбалке вместе с Дэррилом. Позже Саймон обсуждает с другом своё алиби. На следующий день Рошан просит Саймона поехать с ним в полицейское управление для допроса, тот пытается убежать, и его арестовывают. Придя на работу Саймона, Пиа замечает нервничающего Дэррила, который узнаёт в ней сестру Ника и наводит на неё пистолет. Пия убегает, Дэррила тоже арестовывают. Саймон вспоминает, как вместе с Дэррилом похищал Ника и заставлял его держать плакаты для видео. Саймон соглашается дать показания в обмен на возможность поговорить с Пией. Он рассказывает, что не убивал Ника: тот смог доказать, что не был знаком с Сарой и что вообще не регистрировался на сайтах знакомств. Поэтому Саймон отпустил Ника и не знает, что с ним произошло дальше. |                            |               |                                  |                 |
| 7 | «Сын» «The Son»            | Чери Ноулан   | Мелисса Скривнер Лав и Тони Эйрс | 25 августа 2021 |
| После ареста Саймона и Дэррила Итан и Кай возвращаются в школу. Кай бьёт хулигана Майкла, отец последнего решает выдвинуть обвинения. Софи убеждает директора школы стать посредником между двумя семьями. Пия рассказывает Софи, что её с Ником отец покончил с собой, когда они были маленькими, и что поэтому Ник никогда не довёл другого человека до самоубийства. Итан переписывается с Элисон - девушкой, с которой познакомился онлайн. После просмотра интервью с Мэнди Харрисон Итан начинает подозревать, что та никогда не встречалась с Ником, и Мэнди это подтверждает в переписке. Итан рассказывает об этом Пие, а та Рошану, но полиция отказывается что-то делать. В то время как Софи и Кай отправляются на посредническую встречу с Майклом и его отцом, Итан требует встречи с Элисон, подозревая, что она причастна к гибели его отца. Элисон даёт ему свой адрес, Итан приезжает к ней. После неловкого начала молодые люди начинают сближаться. Элисон предлагает Итану связаться с Эммой Бизли, чтобы узнать, встречалась ли она с Ником. Та признаётся, что встреч не было. Пия и Винс решают выяснить, были ли у Ника отношения с Тарой Уилсон. По словам Тары, Ник посоветовал ей прекратить отношения с другим парнем, когда узнал, что тот выложил её голые фотографии в Интернет. Выясняется, что этот парень — Мэтт. В его рабочем компьютере находят фото обнажённой Тары и снимки, использовавшиеся для анкет Ника на сайтах знакомств. |                            |               |                                  |                 |
| 8 | «Ответ» «The Answer»       | Чери Ноулан   | Тони Эйрс                        | 25 августа 2021 |
| Кай оказывается в квартире Дон, начальницы его отца, думая, что это организованный Итаном розыгрыш. Муж Дон Эд достаёт пистолет. За этим следует флешбэк: выясняется, что Дон, когда Ник только начал работать в колледже, узнала все его ники и пароли, а потом начала создавать на сайтах знакомств разные профили, используя его фото. Именно Дон подтолкнула к самоубийству Сару Бертон. В настоящем Эд и Доун увозят Кая на ранчо и держат взаперти. Он узнаёт, что его отец, отпущенный Саймоном, пришёл к Дон, чтобы рассказать, что всё знает, и был убит Эдом. Кай пытается бежать, укрывается на конюшне, и в это время появляется полиция. Эд, не желая сдаваться, погибает. На похоронах Ника выясняется, что Тара решила выдвинуть обвинения против Мэтта. Пия обещает Софи поддерживать её. |                            |               |                                  |                 |

## Создание и релиз
В августе 2019 года было объявлено, что Netflix выпустит сериал из восьми эпизодов, созданный и спродюсированный Тони Эйрсом и Кристианом Уайтом. Дэвид Хейман стал ещё одним продюсером со своей компанией Heyday Television, Брэд Андерсон — главным режиссёром. В декабре роли в сериале получили Зои Казан, Бетти Гэбриел, Эдриан Гренье и Феникс Рэй, в феврале 2020 года — Абрахам Лим, Джесси Коллинз, Йен Медоуз, Дэниэл Хеншолл, Мотелл Фостер, Джейлин Флетчер и Кэмерон Энджелс.
Съёмки начались в декабре 2019 года, в Мельбурне, Австралия (при этом действие фильма происходит в Окленде, Калифорния). Производство сериала было приостановлено в марте 2020 года из-за пандемии COVID-19. В ноябре 2020 года съёмки возобновились. «Кликбейт» стал первым проектом Netflix, снятым на Мельбурнской студии «Docklands».
20 июля 2021 года вышел тизер сериала. 11 августа того же года вышел полноценный трейлер. Все эпизоды вышли 25 августа 2021 года на Netflix.

## Оценки
На сайте-агрегаторе отзывов Rotten Tomatoes «Кликбейт» получил рейтинг 58 % при средней оценке 6,3 из 10, на сайте Metacritic — 48 баллов из 100, что указывает на «смешанные или средние отзывы». Роксана Хадади, автор статьи для RogerEbert.com, написала, что «Кликбейт» — «это напоминание о том, почему сериалы Netflix стали такими популярными». Секретом успеха она назвала мелодраматичный и головокружительный (хотя и не слишком логичный) сюжет. Адам Свитинг из The Arts Desk охарактеризовал сериал как «дьявольски хитроумный триллер» и «мастер-класс по продвинутому детективному искусству».
Салони Гаджар (The A.V. Club) раскритиковал шоу за нелепые сюжетные повороты со слишком очевидными отвлекающими манёврами. У Джеймса Крута (www.stuff.co.nz) «Кликбейт» вызвал «воспоминания о лучших фильмах Дэвида Финчера».